# تركي النويصر
تركي النويصر، هو مصرفي سعودي، يرأس مجلس إدارة شركة لوسيد جروب منذ أبريل 2023، بعد أن دخل إلى مجلس الإدارة في أبريل من عام 2019. ويعد أول سعودي يرأس شركة أمريكية مدرجة، بجانب عمله نائباً لمحافظ صندوق الاستثمارات العامة، وورئيساً لقسم الاستثمارات الدولية في صندوق الاستثمارات العامة السعودي.

## مسيرته المهنية
بدأ النويصر، الذي يحمل الماجستير في إدارة الأعمال من جامعة سان فرانسيسكو والبكالوريوس في إدارة الأعمال الدولية من جامعة الملك سعود، مسيرته المهنية في صندوق التنمية الصناعية السعودي في الفترة بين عامي 2004 و2007، لينتقل بعدها إلى هيئة السوق المالية السعودية حتى عام 2008.
وقبل انضمامه إلى صندوق الاستثمارات العامة السعودي، عمل في شركة مورغان ستانلي بين عامي 2008 و2011، وخلال عمله في البنك السعودي الفرنسي كابيتال لأربعة أعوام، تولى منصب رئيس إدارة الأصول حتى عام 2015.
وفي عام 2016، شغل النويصر منصب رئيس الإدارة العامة للاستثمارات الدولية في صندوق الاستثمارات العامة السعودي، وعين في 2021 نائباً لمحافظ الصندوق. وخلال عمله في الصندوق، حمل النويصر عضوية العديد من اللجان الدائمة في الصندوق في مجالس الإدارة بشركات مختلفة ومن ضمنها لوسِد موتورز، شركة نون للاستثمارات، الشركة السعودية لتقنية المعلومات، شركة هاباج لويد.